# Ielena Zamolódtxikova
Ielena Mikhàilovna Zamolódtxikova (rus: Еле́на Миха́йловна Замоло́дчикова; Moscú, 19 de setembre de 1982) és una ex gimnasta artística russa quatre vegades medallista olímpica. Era coneguda pel seu arriscat doble gir de dues voltes a terra i és una de les dones que l'ha realitzat en competició amb èxit. El 2015 va ser inclosa al Saló de la Fama de la Gimnàstica Internacional.

## Carrera
Zamolodchikova va començar la gimnàstica als sis anys. El 1999 va participar en la seva primera gran competició sènior, el Campionat Mundial de gimnàstica. Va guanyar l'or al salt i el bronze al global.
Pocs dies abans del Campionat d'Europa del 2000 a París, el seu pare va morir a causa de l'exposició a la radiació de l'accident de Txernòbil. Zamolodchikova va guanyar la medalla d'or amb el seu equip i va obtenir plata individual a la final global i salt i un bronze a la barra d'equilibri.

### Jocs Olímpics d'estiu del 2000
Zamolodchikova va ser seleccionada com a membre de l'equip rus de gimnàstica en els Jocs Olímpics d'estiu del 2000 a Sydney. Tot i que inicialment no es va classificar per a les finals global o de salt, va guanyar llocs en tots dos quan Elena Produnova es va retirar del global per lesió i Svetlana Khorkina va decidir cedir el seu lloc a la final de salt a Zamolodchikova a causa de les seves millors possibilitats de medalla. En la competició per equips, l'equip rus va liderar després de les rondes preliminars, però quatre gimnastes russes van cometre errors a la final i els va costar l'or. Zamolodchikova va ser una de les quatre, lliscant a la barra quan es va enlairar per fer una Rulfova.
Després de dos aparells al global individual, Zamolodchikova ocupava el primer lloc, amb els seus exercicis més forts per acabar però, va perdre l'oportunitat de guanyar una medalla després d'una caiguda durant la rotació de l'exercici al terra. En una nit on moltes gimnastes van cometre errors poc habituals, finalment va acabar sisena.
Zamolodchikova va guanyar l'or tant al salt com al terra, i es va convertir en doble campiona olímpica. Durant les finals de salt, Khorkina es va asseure a la graderia, animant en veu alta a la seva company d'equip, a qui havia deixat el seu lloc. Precisament Khorkina va ser líder a la final de terra fins que Zamolodchikova va actuar.

### 2002 a 2004
Zamolodchikova va guanyar el títol mundial de salt de 2002 i una medalla de bronze europea al 2004, a més de nombrosos altres premis.
Zamolodchikova, també tinent de l'exèrcit rus, va competir en els seus segons jocs olímpics el 2004. L'equip rus va guanyar una medalla de bronze i Zamolodchikova només va ser quarta al salt, es va perdre una medalla de volta individual, quedant quarta per darrere de la romanesa Monica Roşu, Annia Hatch dels Estats Units i una companya russa, Anna Pavlova.

### 2005 a 2006
Al Campionat del Món del 2005 a Melbourne, es va classificar en la quarta posició tant al salt com a terra. A la final de terra, va realitzar quatre diagonals extremadament difícils, aterrant cadascuna amb netedat, però no va competir amb èxit en totes les seves combinacions de ball. El seu valor inicial va ser reduït com a resultat de 10,0 a 9,7, i va obtenir un 9,162, situant-la per darrere de les nord-americanes Alicia Sacramone i Nastia Liukin, i de la gimnasta holandesa Suzanne Harmes. Va aconseguir una mitjana de 9,318 en els seus dos salts, quedant darrere de Cheng Fei de la Xina, d'Oksana Chusovitina de l'Uzbekistan i Alicia Sacramone dels Estats Units.
Tot i que es van retirar moltes gimnastes quan es va introduir el nou codi, Zamolodchikova va decidir continuar competint. Va lluitar a la seva primera competició del 2006, la Copa Amèrica, sobretot a barres on va caure. Una lesió va impedir la selecció per al Campionat d'Europa del 2006 a Volos.
Zamolodchikova va ajudar l'equip rus a aconseguir una medalla de bronze en la prova per equips, la primera a nivell mundial des del 2001, i es va classificar per a la final de salt, on va ser quarta. El 2006, també va competir amb la seva nova habilitat de salt, un Yurchenko disposat a mitges, amb una puntuació A de 5.6P en el nou codi.
Després del Campionat del Món, va participar en unes competicions de la Copa del Món on va guanyar una medalla de bronze en el salt a la DTB-Copa a Stuttgart i dues medalles de plata en salt, i a terra en el Glasgow Grand Prix. Va coronar el seu any, amb una medalla de bronze en salt a la Copa del Món Finals en São Paulo, Brasil.

### 2007 a 2009
Al Campionat del Món del 2007 a Stuttgart, Alemanya, la seva companya d'equip Ekaterina Kramarenko va córrer i va tocar el cavall de salts, però es va aturar i va rebre un 0. Zamolodchikova va realitzar un salt sòlid, però l'equip rus ja havia acabat vuitè (últim). A la final de l'esdeveniment, va caure al segon salt, i va acabar també vuitena.
Zamolodchikova va continuar entrenant el 2008 amb l'esperança de formar part de l'equip olímpic rus per tercera vegada, però una lesió a l'esquena la va limitar i no ho va fer. En lloc d'això, va competir en diversos esdeveniments de la Copa del Món, perdent per poc una medalla a la final de la Copa del Món de 2008 a Madrid, on va acabar quarta.
Zamolodchikova va fer la seva última aparició competitiva als Jocs Universitaris de Belgrad del 2009. El mateix any va començar la seva carrera com a jutge a la Copa DTB a Alemanya.

### Habilitats èponimes
| Aparell           | Nom            | Descripció                                                                             | Dificultat      |
| ----------------- | -------------- | -------------------------------------------------------------------------------------- | --------------- |
| Salt de poltre    | Zamolodchikova | Dissenyat Tsukahara de doble gir                                                       | 5.6 (2017-2020) |
| Barra d'equilibri | Zamolodchikova | Arrodoniment de la mà del darrere amb rotació completa al muntatge del cercle de maluc | E               |

### Músiques de l'exercici de terra
Mundial del 1999: "Baby Elephant Walk" - Henry ManciniJocs Olímpics del 2000: "Who's That Creepin '? / Daddy-O "- Big Bad Voodoo Daddy / Hipster Daddy-O and the HandgrenadesMundial del 2002: "Crazy Benny / Breathe": Safri Duo / MoistJocs Olímpics del 2004: "Simfonia egípcia" - MozartMundial 2005: "Crazy Benny" de Safri Duo i "Breathe" de Prodigy.

### Medalles
| Curs | Esdeveniment             | Equip | Global | Salt | Barres asimètriques | Barra d'equilibri | Terra |
| ---- | ------------------------ | ----- | ------ | ---- | ------------------- | ----------------- | ----- |
| 1998 | Campionat d'Europa       | 2     |        | 4    |                     |                   |       |
| 1999 | Campionat del Món        | 2     | 3      | 1    |                     |                   |       |
| 2000 | Campionat d'Europa       | 1     | 2      | 2    |                     | 3                 | 8     |
| 2000 | Jocs Olímpics            | 2     | 6      | 1    |                     |                   | 1     |
| 2000 | Final de la Copa del Món |       |        | 1    |                     |                   | 2     |
| 2001 | Campionat del Món        | 2     |        |      |                     |                   |       |
| 2002 | Campionat d'Europa       | 1     |        | 4    |                     |                   |       |
| 2002 | Campionat del Món        |       |        | 1    |                     |                   |       |
| 2002 | Final de la Copa del Món |       |        | 1    | 4                   | 2                 | 5     |
| 2003 | Campionat del Món        | 6     |        | 2    |                     |                   |       |
| 2004 | Campionat d'Europa       | 3     | 3      | 2    |                     | 7                 |       |
| 2004 | Jocs Olímpics            | 3     |        | 4    |                     |                   |       |
| 2004 | Final de la Copa del Món |       |        | 4    |                     |                   | 8     |
| 2005 | Campionat d'Europa       |       |        | 5    |                     |                   | 8     |
| 2005 | Campionat del Món        |       | 16     | 4    |                     |                   | 4     |
| 2006 | Campionat del Món        | 3     |        | 6    |                     |                   |       |
| 2006 | Final de la Copa del Món |       |        | 3    |                     |                   | 6     |
| 2007 | Campionat del Món        | 8     |        | 8    |                     |                   |       |
| 2008 | Final de la Copa del Món |       |        | 6    |                     |                   | 4     |
| 2009 | Universiada              | 2     |        |      |                     |                   |       |